# Bonobo
Bonobo (lat. Pan paniscus), do nedavno najčešće nazivana patuljastom čimpanzom, a katkad i samo patuljkom ili gracilnom čimpanzom, jedna je od dvije vrste koje su obuhvaćene rodom čimpanza, Pan. I jedna i druga su čimpanze, iako se sada taj izraz najčešće koristi za veću vrstu, Pan troglodites. Da bi se izbjegla zabuna, ovaj članak slijedi sve jači trend korištenja izraza "čimpanza" za oba člana toga roda.
Bonobe je 1928. godine otkrio američki anatom Harold Coolidge, pronašavši lubanju u muzeju Tervuren u Belgiji za koju se mislilo da pripada mladoj čimpanzi, iako su zasluge za otkriće pripale Nijemcu Ernstu Schwarzu, koji je 1929. godine otkriće objavio. Vrsta se odlikuje uspravnim hodom, matrijarhalnom i egalitarnom kulturom, te istaknutom ulogom koju u njihovu društvu imaju spolne aktivnosti.

## Ime

### Obično ime
Po jednoj teoriji o porijeklu imena "bonobo" ono predstavlja pogrešno izgovoreno ime grada Bolobo koji se nalazi na rijeci Kongo. Vjerojatnije je objašnjenje po kojemu ono dolazi od riječi predak na starome Bantu jeziku.

### Taksonomija
Znanstveno ime bonoba je Pan paniscus. Budući da im je DNK više od 98% ista kao u Homo sapiensa, mnogo su bliskiji srodnici čovjeku nego gorile. Zato su znanstvenici reklasificirali taksonomiju bonoba (i običnih čimpanza), pomaknuvši znanstveno ime njihove porodice iz porodice Pongidae čovjekolikih majmuna u čovječju porodicu Hominidae. No stvar je i dalje sporna. Neki znanstvenici drže da su bonobo i obična čimpanza toliko bliski ljudima, da bi ime njihova roda također trebalo biti klasificirano pod čovječji rod Homo: Homo paniscus, Homo sylvestris ili Homo arboreus. Druga struja misli da je izraz Homo sapiens pogrešno dato ime i da bi ljudi trebali biti preklasificirani u Pan sapiens. U svakom slučaju, mijenjanje imena roda je problematično jer ono otežava taksonomiju ostalih vrsta koje su bliske čovjeku, uključujući australopiteka. Štoviše, iako su čimpanze i H. sapiens očigledno evoluirali iz iste DNK, one nisu jednake. Mutacija je u čovječjoj liniji spojila dva para kromosoma, tako da ljudi imaju 23 para kromosoma, dok bonobi i obične čimpanze imaju 24.
Dokazi iz DNK pokazuju da su se bonobi i obične čimpanze jedni od drugih odvojili samo 500.000 godina nakon odvajanja od zadnjega zajedničkog pretka njih i čovjeka, a nakon toga su svi bili razdvojeni kroz gotovo 5 milijuna godina. Kao takve, ove su tri vrste približno jednako udaljene. Budući da osim Homo sapiensa nije preživjela niti jedna druga vrsta iz ljudske linije toga grananja, stoga su obje ove vrste čimpanza najbliži živući srodnici čovjeka.
Bonobo je ipak nešto malo bliži srodnik. U bonoba je DNK sačuvala više zajedničkog s ljudskom DNK, dok se ona u obične čimpanze još malo udaljila.

## Tjelesne značajke
Bonobo je mnogo krhkija od obične čimpanze. Glava joj je manja, ali ima više čelo. Lice joj je crno s ružičastim usnama, ima male uši, široke nosnice i dugu kosu na glavi. Ženke imaju lagano izbočene grudi, za razliku od ravnih prsiju ženki ostalih čovjekolikih majmuna, iako ne toliko izbočene kao u čovjeka. Bonobe također imaju mršava tijela u gornjem dijelu, uska ramena, tanke vratove i duge noge u usporedbi s običnim čimpanzama. Bonobe gotovo 25% vremena kretanja na tlu hodaju uspravno. Sve te značajke, te njihovo držanje, daju im mnogo ljudskiji izgled u odnosu na obične čimpanze. Štoviše, bonobe posjeduju izrazito individualiziran izgled lica, kao i ljudi, pa se pojedinačno jedne od drugih znatno razlikuju, te su naučene na vizualno prepoznavanje u društvenim međudjelovanjima.

## Psihološke značajke
Frans de Waal, jedan od vodećih svjetskih primatologa, tvrdi da su bonobe često sposobne iskazivati osjećaje altruizma, suosjećanja, empatije, ljubaznosti, strpljenja i senzitivnosti.
Novija promatranja u divljini potvrđuju da su mužjaci običnih čimpanza u čoporima krajnje agresivni prema mužjacima izvan čopora. Organiziraju zabave ubijanja patrolirajući u potrazi za nesretnim mužjacima koji možda u blizini žive u samoći. Čini se da se tako ne ponašaju ni mužjaci ni ženke u bonoba, jer izgleda da i jedni i drugi više vole spolna općenja unutar skupine negoli izazivanje okrutnih sukoba s pojedincima izvan skupine. Bonobe žive tamo gdje mnogo agresivnijih običnih čimpanza nema. Vjerojatno se drže na sigurnoj udaljenosti od svojih okrutnijih i jačih srodnika. Uz to, ni jedni ni drugi ne znaju plivati, a općenito žive na suprotnim stranama velikih rijeka.
Richard Wrangham i Dale Peterson naglašavaju značaj korištenja spolnih odnosa kao mehanizma za izbjegavanje nasilja u bonoba.
"I [obične] čimpanze i bonobe razvile su se iz zajedničkoga pretka od kojega je potekao i čovjek, a bonobe su jedne od najmiroljubivijih, najneagresivnijih vrsta sisavaca koje danas žive na Zemlji. Kod njih su se razvili načini smanjenja nasilja koji prožimlju čitavo njihovo društvo. One nam pokazuju kako evolucijski ples okrutnosti nije nemilosrdan".

### Spolno društveno ponašanje
Spolni odnosi igraju važnu ulogu u društvenoj zajednici bonoba, koriste se kao pozdravi, kao sredstvo u rješavanju sukoba i pomirenju poslije sukoba, kao uzvratna usluga koju ženke pružaju u zamjenu za hranu. Bonobe su jedini čovjekoliki majmuni osim čovjeka kod kojih se primjećuju sve ove spolne aktivnosti: genitalni seks "sprijeda" (uglavnom ženka-ženka, a zatim i mužjak-ženka, te mužjak-mužjak), ljubljenje jezicima i oralni seks. U znanstvenoj literaturi, spolni odnos ženka-ženka često se naziva GG trljanje to jest trljanje genitalijom o genitaliju, dok se odnos mužjak-mužjak ponekad naziva mačevanje penisima.
Do spolne aktivnosti dolazi unutar najbliže obitelji, a također i izvan nje, a često su uključeni i odrasli i djeca. Bonobe ne stvaraju trajne odnose s pojedinim partnerima. Čini se, također, da u svojemu spolnom ponašanju ne prave razlike u spolu i dobi, s mogućim izuzetkom spolnog odnosa između majki i njihovih odraslih sinova; neki promatrači vjeruju da su takva parenja tabu. Kada bonobe nađu neki novi izvor hrane ili kakvo hranilište, provala oduševljenja obično dovodi do općeg seksa, za što se pretpostavlja da smanjuje napetosti i omogućuje mirno hranjenje.
Mužjaci bonoba često se upuštaju u razne oblike muško-muškoga genitalnog seksa (frot). U jednom od tih oblika dva mužjaka vise na grani stabla okrenuti jedan prema drugome pri čemu se "penisima mačuju". Pojavljuje se također i oblik frota u kojemu mužjaci međusobno trljaju penise u misionarskom položaju. Posebna vrsta frota, koja se zove "trljanje stražnjica", javlja se kao izraz pomirenja među dvama mužjacima nakon sukoba, pri čemu su jedan drugome okrenuti stražnjicama i međusobno se trljaju mošnicama.
Ženke bonoba također se upuštaju u razne oblike genitalnoga seksa (tribadizam) kako bi stvorile društvene veze i time oblikovale žensku jezgru društvene zajednice bonoba. Budući da je društvena zajednica bonoba nenasilna i egalitarna, prijateljstva među ženkama podižu njihove potomke koji izgrađuju doživotnu odanost prema svojim majkama. Na takav način ženke često imaju jači utjecaj u zajedničkim odlukama. Mlade ženke često napuštaju skupinu u kojoj su rođene kako bi se pridružile nekom drugom čoporu. Spolno općenje s drugim ženkama potvrđuje prihvaćanje novih ženki u članstvo skupine. Migracije čopora doprinose miješanju genskoga fonda bonoba.
Reproduktivna stopa u bonoba nije veća od one u običnih čimpanza. Ženke bonoba nose i doje svoju mladunčad pet godina, a sposobne su rađati svakih pet ili šest godina. U usporedbi s običnim čimpanzama, nakon rađanja se ženkama bonoba vraća genitalni ciklus bubrenja mnogo ranije, što im omogućuje povratak seksualnim aktivnostima njihova društva. Također, ženke bonoba koje su sterilne ili premlade za razmnožavanje isto učestvuju u spolnim aktivnostima.

### Ostalo društveno ponašanje
Ženke su mnogo manje od mužjaka, ali moglo bi se reći da se nalaze na višemu društvenom položaju. Agresivni susreti između mužjaka i ženka su rijetki, a mužjaci su snošljivi prema mladima i dojenčadi. Društveni položaj mužjaka odražava položaj njegove majke, a veza između sina i majke obično ostaje snažna i nastavlja se kroz čitav život. Iako društvene hijerarhije postoje, rang ne igra baš toliko istaknutu ulogu kao u društvenim zajednicama ostalih primata.
Bonobe su aktivne od zore do mraka i žive po obrascu spajanja-razdvajanja: pleme od njih stotinjak raspršit će se u male skupine tijekom dana dok su u potrazi za hranom, a zatim se opet skupljaju prije spavanja. Spavaju na stablima u gnijezdima koja izgrade. Za razliku od običnih čimpanza, za koje se zna da love majmune, Bonobe su primarno frugivorne, iako pojedu i kukce a primijećeno je da ponekad love manje sisavce kao što su vjeverice

### Sličnosti s ljudima
Bonobe mogu uspješno proći provjeru samosvijesti prepoznavanjem u ogledalu. Komuniciraju prvenstveno glasom, iako značenje njihova glasanja u ovom trenutku još nije poznato; međutim, izraze njihovih lica u stanju smo razumjeti, kao i neke njihove prirodne kretnje rukama poput, na primjer, poziva na igru. Dva bonoba, Kanzi i Panbanisha naučila su vokabular od oko 400 riječi koje mogu otipkati služeći se posebnom tipkovnicom leksigrama (geometrijskih simbola) i odgovarati na iskazane rečenice. Neki, poput bioetičara Petera Singera, tvrde da ih ta postignuća svrstavaju među bića s "pravom na opstanak i život" koje pravo ljudi, teoretski, priznaju svim osobama.

## Stanište
Oko 10.000 bonoba nalazi se jedino u vlažnim šumama južno od rijeke Kongo, u Demokratskoj Republici Kongo u središnjoj Africi. Oni su ugrožena vrsta, kako zbog nestajanja njihova staništa tako i zbog lova na njihovo meso ("bushmeat"), aktivnosti koja je naglo ojačala tijekom sadašnjega građanskog rata zbog prisutnosti teško naoružanih milicija čak i u zabačenim "zaštićenim" područjima kao što je Nacionalni park Salonga. Do danas je na životu ostalo ne više od nekoliko tisuća bonoba. To je samo dio općega trenda izumiranja čovjekolikih majmuna

## Strategije financiranja zaštite od izumiranja
Genetska sličnost bonoba, njihova srazmjerna rijetkost, te njihova samosvijest nameću moralni i znanstveni imperativ njihova očuvanja i zaštite od zlostavljanja i istrebljenja. U ovom trenutku bonobe još uvijek mogu loviti do istrebljenja ljudi koji jedu njihovo meso.
Počevši od 2004. godine, neke zabrinuti krugovi proglasili su preko nekolicine znanstvenih i ekoloških mrežnih stranica krizno stanje za te čovječje rođake. Organizacije kao što su WWF, Afrička zaklada za divljač i druge, pokušavaju usmjeriti pažnju na krajnju opasnost koja prijeti ovoj vrsti. Neki predlažu da se osnuje rezervat u nekom stabilnijem dijelu Afrike ili na nekoj otočnoj lokaciji poput Indonezije. Na tako razmještenim bonobama mogla bi se vršiti neinvazivna medicinska istraživanja bez puno opasnosti i neugodnosti.

## Vidjeti također
- Popis čovjekolikih majmuna - istaknuti pojedinci među čovjekolikim majmunima

## Vanjske poveznice
- Bonobo: "Najmlađi" čovjekoliki majmuni koji nas uče o nama samima (članak iz Chicago Tribuna, autor: Anthony DeBartolo)   Arhivirana inačica izvorne stranice od 11. veljače 2003. (Wayback Machine)
- Društvena organizacija kod bonoba
- Bonobe: Sažetak o divljači Afričke zaklade za divljač
- Carstvo homoseksualnih životinja
- Ponašanje čimpanza i ljudi
- Bonobe prema D'Lynn Waldron
- Rasprava o govoru čimpanza: Radi li se zaista o jeziku?
- Društvo i spolni običaji bonoba  Arhivirana inačica izvorne stranice od 25. svibnja 2012. (Wayback Machine)
- Centar za skrb o velikim čovjekolikim majmunima: Proučavanje bonoba  Arhivirana inačica izvorne stranice od 8. siječnja 2020. (Wayback Machine)
- Činjenice i zanimljivosti o Pan paniscusu s Mreže za informacije o primatima
- Opis vrste prema Američkoj službi za ribu i divljač  Arhivirana inačica izvorne stranice od 28. rujna 2006. (Wayback Machine)